# 博尔达诺
博尔达诺（義大利語：Bordano），是意大利乌迪内省的一个市镇。总面积15.2平方公里，人口809人，人口密度53.2人/平方公里（2009年）。ISTAT代码为030012。